# Музалевский, Владимир Ильич
Влади́мир Ильи́ч Музале́вский (настоящая фамилия Бунимович; 6 апреля 1894, Симферополь — 30 апреля 1964, Ленинград) — советский музыковед и педагог.  Заслуженный деятель искусств Латвийской ССР (1954).

## Биография
Сын мещан Симферополя Ицко Евелевича и Розалии Абрамовны Бунимович. В 1917 году окончил Петроградскую консерваторию по классу фортепиано у В. Н. Дроздова. В 1917—1923 годах — преподаватель игры на фортепиано в учебных заведениях Ростова-на-Дону и Новочеркасска, концертмейстер оперной труппы; выступал как солист и ансамблист.
С 1923 года изучал музыкально-исторические дисциплины в Государственном институте истории искусств, совершенствовался как пианист под руководством С. И. Савшинского и M. H. Бариновой, брал уроки дирижирования у М. М. Чернова и М. В. Владимирова.
Выступал как пианист-солист и концертмейстер, преподавал в Ленинградской консерватории. В 1946—1956 годах — в Латвийской государственной консерватории имени Я. Витола, основатель и первый заведующий кафедрой истории музыки.

## Семья
Сестра — театральная актриса Фрима Ильинична Бунимович (сценический псевдоним Ирина Александровна Бунина, 1897–1963), жена декламатора и мастера художественного слова А. И. Шварца.

## Звания
- Заслуженный деятель искусств Латвийской ССР (1954).
- Доктор искусствоведения (1960).

## Основные труды
- Русское фортепьянное искусство: XVIII — первая половина XIX века. — М.: МузГИЗ, 1961
- Старейший русский хор. К 225-летию Ленинградской государственной академической капеллы (1713—1938) / Труды кафедры всеобщей истории музыки проф. А. В. Оссовского. — Л.—М.: Искусство, 1938.
- Михаил Георгиевич Климов. Очерк жизни и творческой деятельности. — Л.: Советский композитор, 1960.
- Записки музыканта. — Л.: Музыка, 1969 (посмертно изданные мемуары).